# Nicolás Olivera
Andrés Nicolás Olivera (født 30. maj 1978 i Montevideo, Uruguay) er en uruguayansk tidligere fodboldspiller (Angriber).
Olivera spillede gennem sin karriere 28 kampe og scorede otte mål for Uruguays landshold. Han debuterede for holdet 8. september 1999 i en venskabskamp mod Venezuela. Han var en del af den uruguayanske trup til VM 2002 i Sydkorea/Japan, men kom dog ikke på banen i turneringen, der endte med exit efter det indledende gruppespil.
På klubplan spillede Olivera blandt andet for Defensor Sporting i hjemlandet, for Valencia og Sevilla i Spanien, samt for Puebla og América i Mexico.